# Xeno Müller
Xeno Müller (Zúrich, 7 de agosto de 1972) es un deportista suizo que compitió en remo.
Participó en tres Juegos Olímpicos de Verano, entre los años 1992 y 2000, obteniendo dos medallas, oro en Atlanta 1996 y plata en Sídney 2000, en la prueba de scull individual.
Ganó tres medallas de plata en el Campeonato Mundial de Remo entre los años 1994 y 1999.

## Palmarés internacional
| Juegos Olímpicos   | Juegos Olímpicos              | Juegos Olímpicos | Juegos Olímpicos |
| Año                | Lugar                         | Medalla          | Prueba           |
| ------------------ | ----------------------------- | ---------------- | ---------------- |
| 1996               | Atlanta (Estados Unidos)      | Medalla de oro   | Scull individual |
| 2000               | Sídney (Australia)            | Medalla de plata | Scull individual |
| Campeonato Mundial |                               |                  |                  |
| Año                | Lugar                         | Medalla          | Prueba           |
| 1994               | Indianápolis (Estados Unidos) | Medalla de plata | Scull individual |
| 1998               | Colonia (Alemania)            | Medalla de plata | Scull individual |
| 1999               | St. Catharines (Canadá)       | Medalla de plata | Scull individual |